# جبل عضمان (حزم العدين)

تعديل مصدري - تعديل

جبل عضمان محلة تابعة لقرية وادي عظمان، التابعة لعزلة حقين بمديرية حزم العدين إحدى مديريات محافظة إب في الجمهورية اليمنية، بلغ تعداد سكانها 32 حسب تعداد اليمن لعام 2004.